# Пинчук, Павел Ильич
Павел Ильич Пинчук (1 ноября 1905, Калита, Киевская губерния — 30 мая 1979, Москва) — советский военный деятель, участник Великой Отечественной войны, командир 6-го гвардейского танкового Киевско-Берлинского ордена Ленина, Краснознамённого, орденов Суворова и Богдана Хмельницкого корпуса, начальник штаба — заместитель командующего бронетанковыми войсками Советской армии, гвардии генерал-лейтенант танковых войск (25.05.1959).

## Биография

### Начальная биография
Родился 1 ноября 1905 года в деревне Калита Семиполковской волости Остерского уезда Черниговской губернии (ныне пгт Калита Броварского района Киевской области, Украина). Украинец. Воспитанник детского дома в Киеве.
Член ВКП(б) с 1927 года.
Образование. Окончил Киевские курсы красных лекпомов (1921), школу Червонных старшин (1928), Ленинградские БТ КУКС (1930), ВВА им. Ворошилова (1950).

### Служба в армии
Служба в Красной Армии. С января 1920 года по декабрь 1921 года — курсант курсов красных лекпомов в г. Киев.
С 28 декабря 1921 года — красноармеец 1-й бригады осназ. С июля 1923 года — красноармеец 33-го стрелкового полка 45-й стрелковой дивизии (Украинский ВО). С февраля 1924 года — младший командир 6-й пехотной школы (Харьков). С декабря 1924 года — помощник командира взвода 69-го стрелкового полка 23-й стрелковой дивизии (Украинский ВО).
С 19 сентября 1925 года по 2 сентября 1928 года — курсант школы Червонных старшин.
Со 2 сентября 1928 года — командир взвода 298-го стрелкового полка (Фастов).
с 31 декабря 1929 года по 1 июля 1930 года — слушатель Ленинградских бронетанковых курсов усовершенствования комсостава.
с 1 июля 1930 года — командир танка Ленинградских бронетанковых курсов усовершенствования комсостава. С 1 декабря 1931 года — командир танкового взвода. С 28 мая 1932 года по 3 марта 1934 года — врио командира роты Ленинградских бронетанковых курсов усовершенствования комсостава. С 4 марта 1933 года — помощник начальника строевого отдела Ленинградских бронетанковых курсов усовершенствования комсостава. С 4 апреля 1936 года — преподаватель Ленинградских бронетанковых курсов усовершенствования комсостава.

### В Великую Отечественную войну
С 11 октября 1941 года — начальник штаба 123-й танковой бригады. Со 2 июня 1942 года — и.д. командира 152-й танковой бригады. 16 февраля 1943 года утвержден в занимаемой должности. Вероятно 7 марта 1943 года тяжело ранен??? С 7 апреля 1943 года — Командующий БТ и МВ 55-й армии Ленинградского фронта. С 14 июня 1943 года — и.д. командующего БТ и МВ 67-й армии.
С 24 августа по 14 сентября 1943 года — в распоряжении Управления командующего БТ и МВ КА.
С 14 сентября 1943 года — заместитель начальника штаба 3-й гв. танковой армии. С 15 ноября 1943 года — и. д. начальника штаба 6-го гв. танкового корпуса. По 19 марта 1944 года.

### После войны
С 30 апреля 1946 года — начальник отдела оперативной подготовки штаба БТ и МВ Сухопутных войск. С 4 декабря 1946 года — научный сотрудник отдела кадров штаба БТ и МВ.
С 30 декабря 1948 года по декабрь 1950 года — слушатель Высшей военной академии им. К. Е. Ворошилова.
С 12 сентября 1950 года — начальник штаба 8-й механизированной армии (Прикарпатский военный округ ). С 14 января 1952 года — начальник штаба 1-й гв. механизированной армии Группы советских войск в Германии. С 13 февраля 1954 года — заместитель начальника штаба БТ и МВ по организационно-мобилизационным вопросам. С 22 июля 1954 года — начальника штаба Бронетанковых войск Советской армии. С 4 августа 1956 года — начальник штаба — заместитель командующего бронетанковыми войсками Советской армии.
С 21 марта 1960 года — Заместитель старшего военного специалист при командовании НОАК. С 28 октября 1960 года — старший преподаватель кафедры оперативного искусства Военной академии Генштаба. С 18 февраля 1963 года — начальник основного факультета Военной академии Генштаба.
С 18 октября 1968 года в распоряжении начальника Военной академии Генштаба. Уволен 26 февраля 1969 г. по ст. 69б.
Умер 30 мая 1979 года. Похоронен Москва на Востряковском кладбище.

## Награды
- Орден Ленина (06.11.1945)[2]
- Орден Красного Знамени (10.02.1943)[3]
- Орден Красного Знамени (03.11.1944)[4]
- Орден Красного Знамени (03.11.1953)[5]
- Орден Кутузова II степени (10.01.1944)[6]
- Орден Красной Звезды (22.02.1968)[7]
- Медаль «За оборону Ленинграда» (22.12.1942)[8]
- Медаль «В ознаменование 100-летия со дня рождения Владимира Ильича Ленина» (6 апреля 1970)
- Медаль «За победу над Германией в Великой Отечественной войне 1941—1945 гг.» (9 мая 1945[9])[10]
- Медаль «За победу над Японией» (30.09.1945)[11]
- Юбилейная медаль «Двадцать лет Победы в Великой Отечественной войне 1941—1945 гг.» (7 мая 1965[12])
- Медаль «30 лет Советской Армии и Флота»[13].
- Медаль «За освобождение Варшавы» (9.06.1945)[14]
- Медаль «За взятие Берлина» (9.06.1945)[15]
- Медаль «Ветеран Вооружённых Сил СССР»
- Медаль «30 лет Советской Армии и Флота»[13].
- Юбилейная медаль «40 лет Вооружённых Сил СССР»[16]
- Юбилейная медаль «50 лет Вооружённых Сил СССР» (26 декабря 1967[17])
- Юбилейная медаль «60 лет Вооружённых Сил СССР» (28 января 1978[18])

## Память
- Его имя увековечено в Главном Храме Вооружённых сил России, и навсегда запечатлено на мемориале «Дорога памяти»
- На могиле установлен надгробный памятник